# فريديريك يفبفر
فريديريك يفبفر (بالفرنسية: Frédéric Lefebvre) هو سياسي فرنسي، ولد في 14 أكتوبر 1963 في نويي-سور-سين في فرنسا. حزبياً، نشط في التجمع من أجل الجمهورية والاتحاد من أجل حركة شعبية. وقد انتخب نائب فرنسي عن دائرة First French legislative constituency for citizens abroad ‏ خلال فترته النيابية (10 يونيو 2013 – 20 يونيو 2017) وانتخب عضو مجلس جهوي وانتخب نائب فرنسي عن دائرة Hauts-de-Seine's 10th constituency ‏ خلال فترته النيابية ‏ (20 يوليو 2007 – 24 يوليو 2009).

## وصلات خارجية
- الموقع الرسمي